# Rebecca Ward
Pour les articles homonymes, voir Ward.
Rebecca Claire Ward, née le 7 février 1990 à Grand Junction, dite Becca Ward, est une escrimeuse américaine, pratiquant le sabre.
À seulement 16 ans, et après avoir été sacrée plus tôt dans la saison dans les catégories cadettes et juniors, tant en individuels qu'en compétition par équipes, elle remporte le titre senior lors des championnats du monde 2006 de Turin, puis la médaille de bronze individuelle et par équipe lors des Jeux olympiques de 2008.

## Carrière
Rebecca Ward commence sa carrière en tant que senior en 2004 durant le Grand Prix de Lamezia Terme au cours duquel elle atteint la 51e place, sans avoir beaucoup d'expérience en compétitions internationales dans les catégories inférieures.
En étant sacrée championne du monde cadette, junior et senior en 2006, elle devient la première escrimeuse tous sexes confondus à obtenir une médaille d'or aux championnats du monde dans les trois catégories. Son exploit est d'autant plus salué qu'elle n'a alors que seize ans, ce qui en fait également la plus jeune championne du monde senior toutes catégories confondues.
Durant tout cette période, elle est scolarisée à domicile, ce qui lui permet de consacrer plus de temps aux entraînements durant les périodes de compétitions. Elle fréquente l'Oregon Fencing Alliance, à Beaverton, où elle côtoie Mariel Zagunis.
Pour préparer les Jeux olympiques, elle est entraînée par Charles Randall avec le reste de l'équipe américaine de sabre. Malgré deux médailles de bronze remportée aux Jeux olympiques d'été de 2008 à Pékin (épreuves individuelle et par équipes), elle ne garde pas un souvenir particulièrement positif de l'événement, en raison de tensions avec son entraîneuse de l'époque.
Après ces Jeux, Ward met fin à sa carrière d'escrimeuse professionnelle pour se concentrer sur ses études. Elle rejoint l'université Duke grâce à une bourse sportive, la première que l'école ait attribuée pour un élève faisant de l'escrime. Elle est alors encadrée par le maître d'armes Alex Beguinet. Elle continue à participer à diverses compétitions universitaires. Elle se distingue grâce à son niveau en étant et trois fois championne individuelle aux championnats NCAA en 2009, 2011 et 2012, année de l'obtention de son diplôme en politique publique. Elle est également médaillée d'argent en 2010.
Ward donne également des cours d'escrime au Arlington Fencers' Club sur son temps libre depuis 2012. Parallèlement, elle a travaillé en tant que sous-secrétaire adjointe auprès du Sénat des États-Unis, dans le domaine des énergies renouvelables puis comme directrice du cabinet Manufacturing and Energy Supply Chains.

## Distinctions
- 2012 : Athlète féminine de l'année de l'Atlantic Coast Conference (prix Mary Garber)[13]
- 2013 : Admise au FIE Hall of Fame[14]
- 2015 : Admise au USA Hall of Fame[15]
- 20224 : Admise aux Duke Athletics Hall of Fame[16]

## Palmarès

### Sénior
- Jeux olympiques
  -  Médaille de bronze en individuel aux Jeux olympiques d'été de 2008 à Pékin
  -  Médaille de bronze par équipes aux Jeux olympiques d'été de 2008 à Pékin
- Championnats du monde
  -  Médaille d'or par équipes aux championnats du monde 2005 à Leipzig[18]
  -  Médaille d'or en individuel aux championnats du monde 2006 à Turin
  -  Médaille d'argent par équipes aux championnats du monde 2006 à Turin
- Épreuves de coupe du monde
  - Numéro 1 au classement mondial sur la saison 2007-2008
  -  Médaille d'or en individuel dans des épreuves de coupe du monde : Klagenfurt 2006 et 2007 ; Vancouver 2006 ; Las Vegas 2007 et 2008 ; Orléans 2007 et 2008 ; Londres 2008 ; Madrid 2008 ; Lamezia Terme 2008
  -  Médaille d'argent en individuel dans des épreuves de coupe du monde : Klagenfurt 2005 ; Londres 2007
  -  Médaille de bronze en individuel dans des épreuves de coupe du monde : Welkenraedt 2005 ; Orléans 2006

### Junior et cadet
- Championnats du monde juniors
  -  Médaille d'or en individuel aux championnats du monde 2006
  -  Médaille d'or par équipes aux championnats du monde 2006
- Championnats du monde cadets
  -  Médaille d'or par équipes aux championnats du monde 2005
  -  Médaille d'or en individuel aux championnats du monde 2006
  -  Médaille d'or par équipes aux championnats du monde 2006
  -  Médaille de bronze en individuel aux championnats du monde 2005

## Classement en fin de saison
| Année | 2004 | 2005 | 2006 | 2007 | 2008 |
| ----- | ---- | ---- | ---- | ---- | ---- |
| Rang  | 113  | 13   | 2    | 2    | 1    |